# Akwamaryn
Akwamaryn (łac. aqua marina „woda morska”) – minerał, będący krzemianem glinu i berylu; błękitny lub niebieskozielony (w zależności od ilości domieszek związków żelaza) kamień szlachetny, będący przezroczystą odmianą berylu.
Nazwę akwamaryn wprowadził w 1609 Anselmus de Boodt w swoim dziele Gemmarum et Lapidum Historiia.
Jest oficjalnym kamieniem szlachetnym stanu Kolorado.

## Właściwości
- inkluzja – inkluzje w postaci długich, równolegle ułożonych do ścian słupa kryształu kanalików, często wypełnionych roztworem nadającym kryształom zabarwienie brązowe; zawierają także pęcherzyki powietrza. W niektórych kryształach mogą występować kropelki cieczy ułożone w kształcie gwiazdy. Akwamaryn zawiera ponadto kryształy biotytu, flogopitu, rutylu, pirytu, hematytu, ilmenitu oraz turmalinu.
- barwę uzyskuje dzięki domieszkom żelaza;
- najczęściej występuje w formie sześciobocznych słupów i dwuścianów podstawowych, rzadziej w postaci podwójnych piramid[2];
- rzadko tworzy zbliźniaczenia[6];
- nie wykazuje luminescencji oraz nie jest radioaktywny[6];
- nie posiada fluorescencji UV[6];
- posiada pleochroizm słaby do wyraźnego[6];
- wykazuje niską dyspersję na poziomie 0,014[6];
- jest przezroczysty do półprzezroczystego[6];
- dwójłomność wynosi między 0.005 a 0.007[6];

Cechą charakterystyczną jest jego wygląd na tle niemetalicznej powierzchni; w zależności od ustawienia kryształu może być niebieski lub bezbarwny (dichroizm – dwubarwność). Niektóre okazy mogą wykazywać efekt kociego oka, a wyjątkowo rzadko - asteryzm w kształcie sześcioramiennej gwiazdy.

## Występowanie
Minerał związany ze skałami granitowymi, szczególnie z pegmatytowymi i hydrotermalnymi. Towarzyszą mu najczęściej takie minerały jak muskowit, szerlit, albit, kwarc, kwarc dymny, skalenie, mikroklin, fluoryt i morganit.

## Miejsce występowania
Brazylii – (Minas Gerais, Rio Grande do Norte, Ceará – najcenniejsze), Pakistan – Ousso, USA (Maine, Connecticut, Karolina Północna, Kolorado, Wyoming), Rosja (Syberia- Mursińsk, Ural), Madagaskar – najlepsze ciemnoniebieskie kryształy akwamarynu, Kolumbia, Sri Lanka, Namibia, Nigeria, Afryka południowo-wschodnia, Pakistan, Indie, Afganistan, Myanmar, Australia i Chiny. W Europie występuje głównie we Włoszech, Irlandii Północnej, Norwegii i na Ukrainie. W Polsce znany z Ptasich Gniazd w Karkonoszach.

## Zastosowanie
Znany i stosowany przez Greków i Rzymian od III wieku p.n.e. Często wykonywano z niego intaglia – brosze wklęsłymi rzeźbionymi motywami zazwyczaj o tematyce morskiej (kamień ten miał jakoby chronić podczas podróży morskich – przesąd).
Piękny kamień jubilerski ma zabarwienie od zielonawoniebieskiego do intensywnego błękitu.
Cenny surowiec jubilerski. Najczęściej stosuje się szlif schodkowy oraz fasetkowy, rzadziej kaboszonowy. Szczególnie poszukiwane są kamienie niebieskie o masie powyżej 10 ct. Z tego powodu większość kamieni, po oszlifowaniu, poddawana jest ogrzewaniu, w czasie którego kamienie zielone lub zielononiebieskie zmieniają barwę na niebieską.

## Galeria

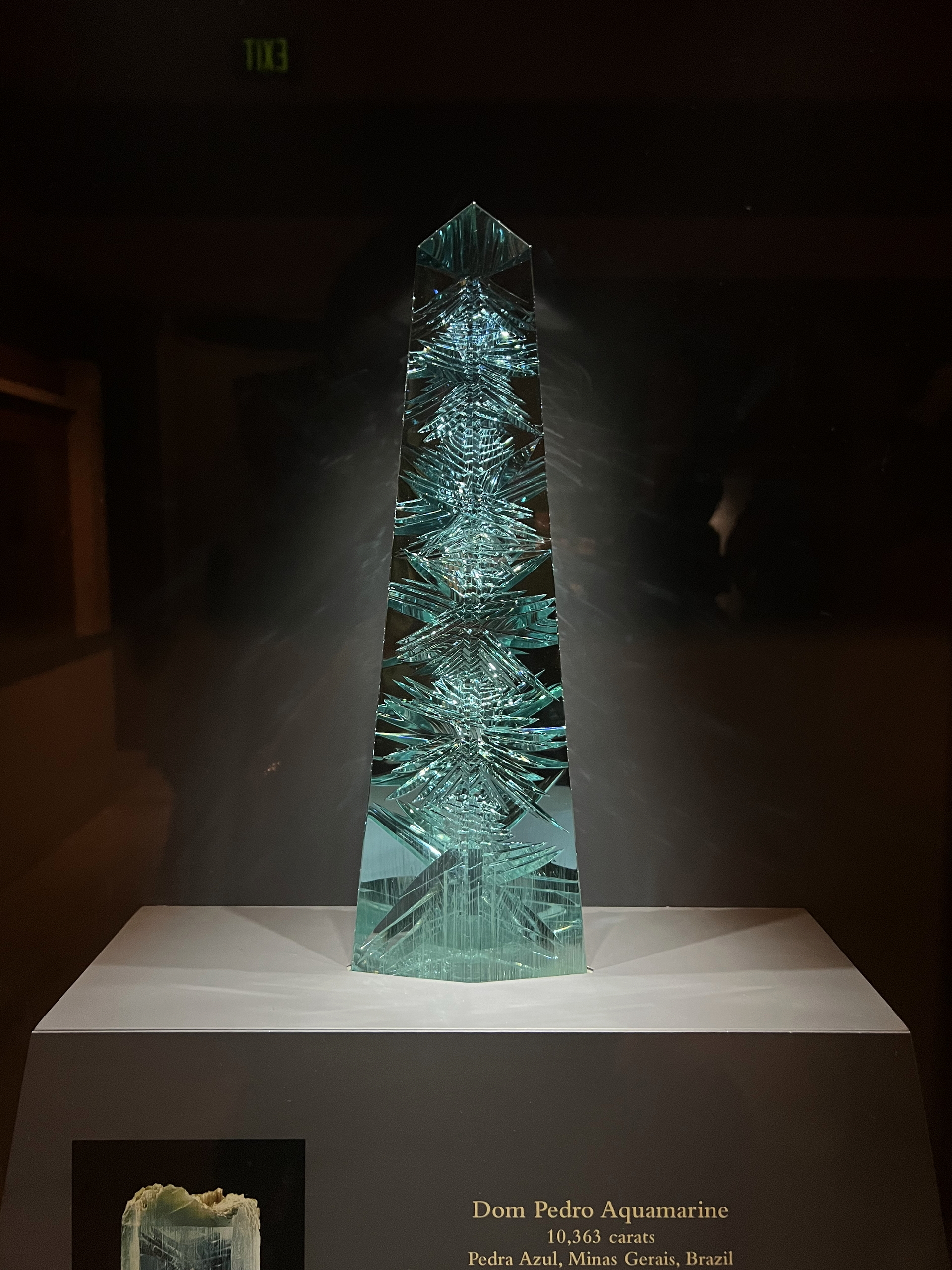
Dom Pedro(inne języki) - największy na świecie oszlifowany okaz wydobyty w Minas Gerais w Brazylii
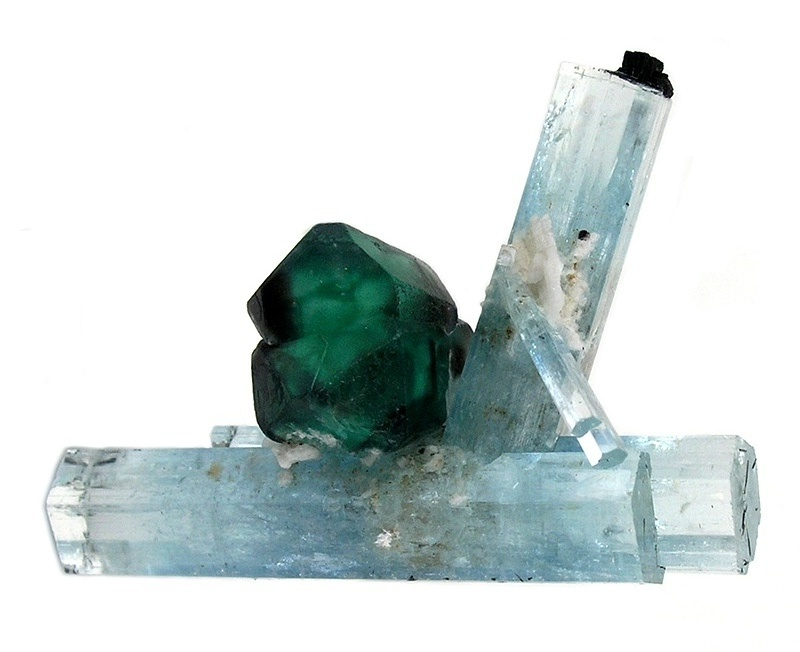
Okaz błękitnego akwamarynu w towarzystwie zielonego fluorytu z Erongo w Namibii
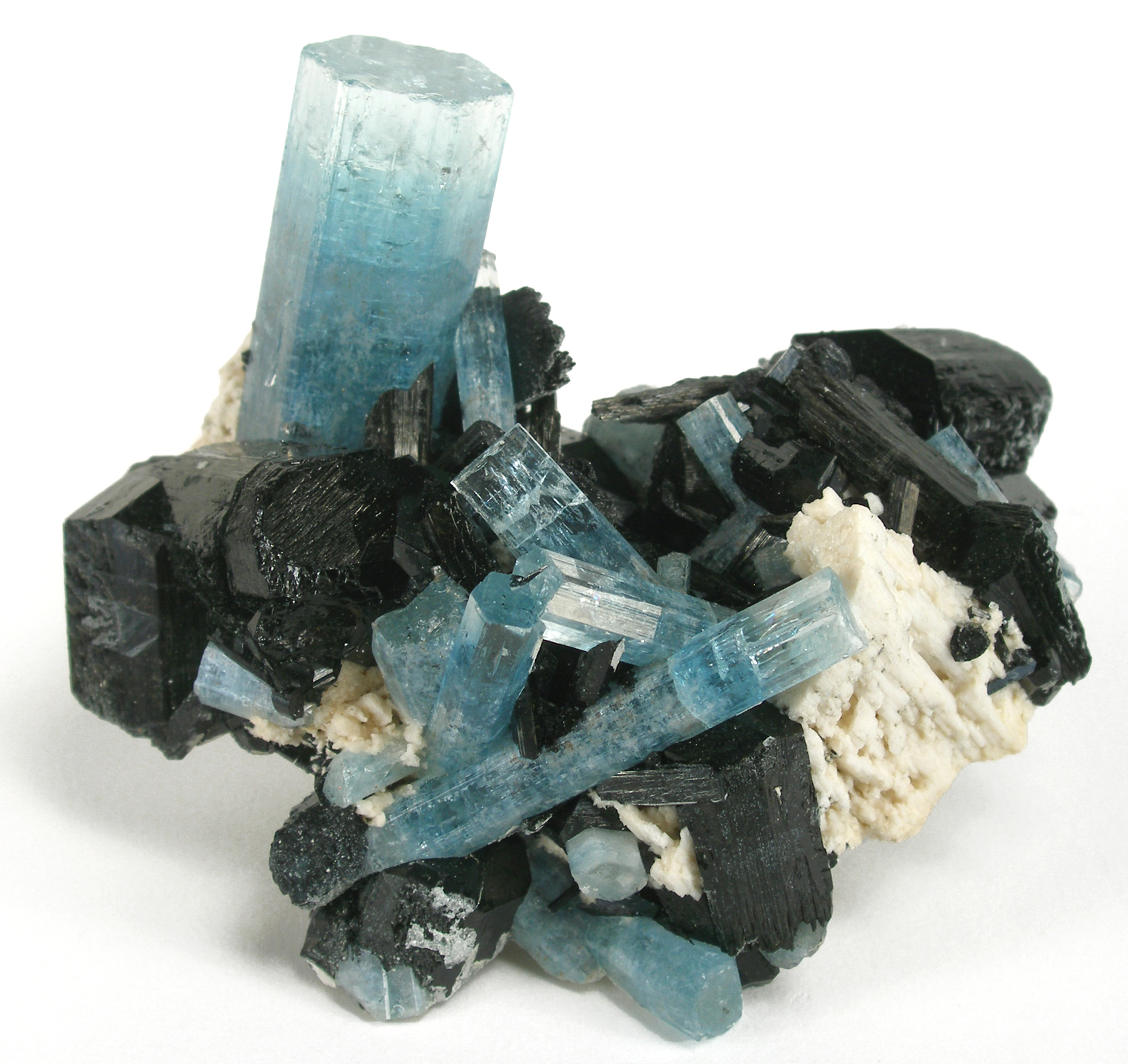
W towarzystwie czarnego turmalinu z Erongo
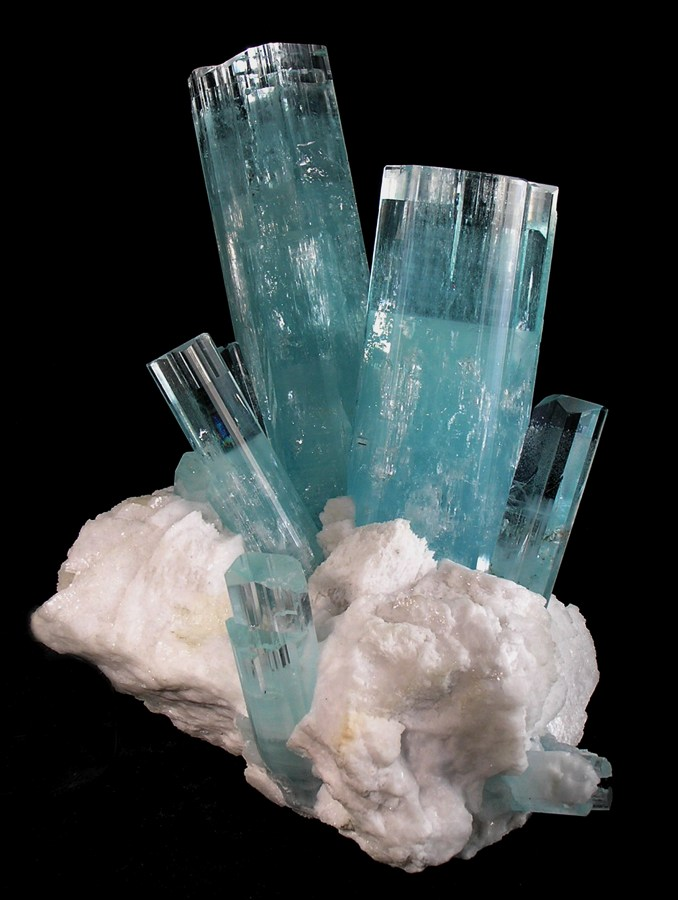
na białym albicie z Pakistanu
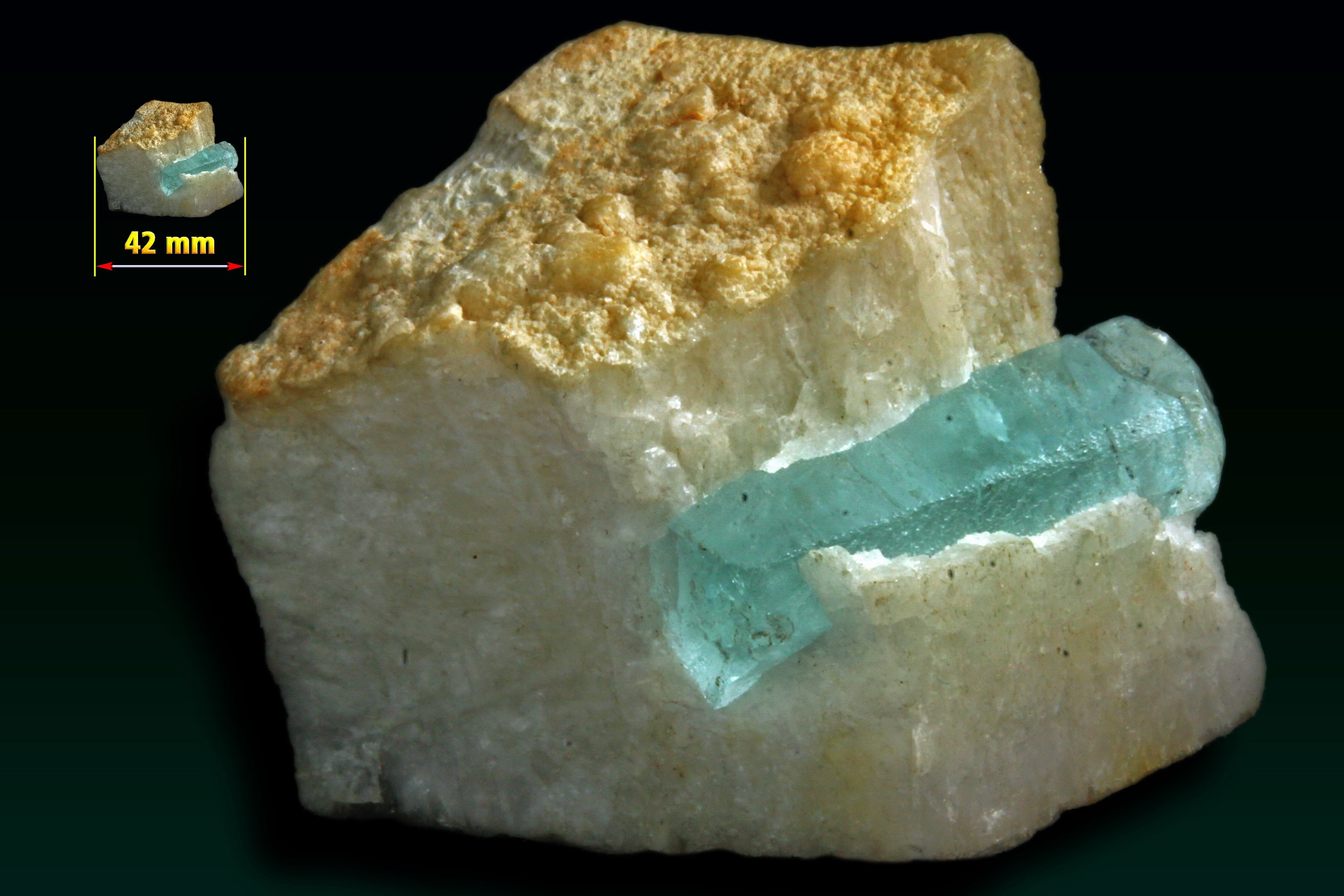
na skaleniu ze Skardu w Pakistanie
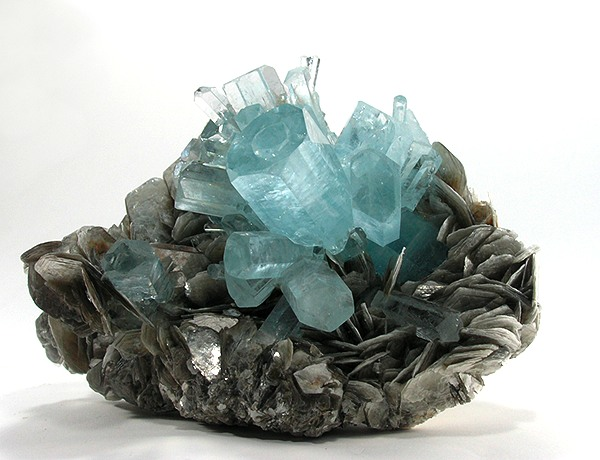
beryl z muskowitem z Nagar w Pakistanie
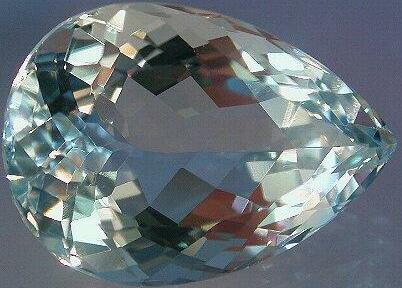
szlifowany okaz
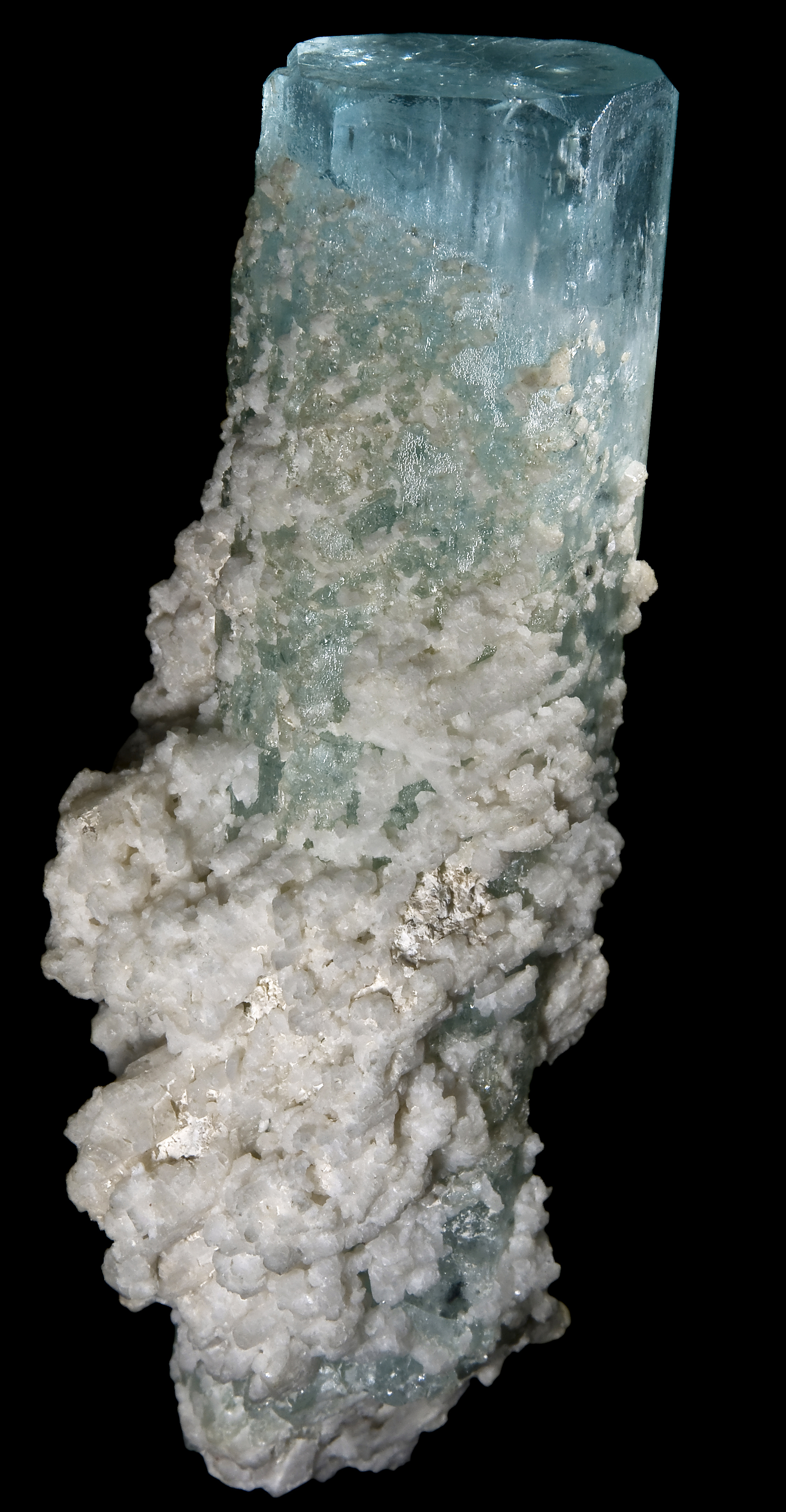
Akwamaryn i Albit z Minas Gerais w Brazylii